# Zita Swoon
Zita Swoon ist eine siebenköpfige belgische Indie-Rock-Band. Sie wurde Anfang der 1990er Jahre in Antwerpen von Stef Kamil Carlens und Schlagzeuger Aarich Jespers gegründet. Carlens widmete sich in der Anfangszeit noch verstärkt seiner damaligen Hauptband dEUS. 1993 erschien das erste Werk der zunächst noch unter dem Namen A Beatband firmierenden Gruppe, die EP Jintro Travels the Word in a Skirt. Für das erste Album Everyday I Wear A Greasy Black Feather On My Hat wurde der Name in Moondog Jr. geändert. Da dies allerdings zu Problemen mit dem Komponisten Moondog führte, nannte sich die Band erneut um und ist seitdem unter dem Namen Zita Swoon bekannt.
1996 verließ Carlens dEUS, seitdem erschienen mehrere Alben auf verschiedenen Labels.

## Diskografie
Alben
| Jahr | Titel                                                | Bandname         | Tracks                              | Spieldauer                                   | Bemerkungen                                                                                             |
| ---- | ---------------------------------------------------- | ---------------- | ----------------------------------- | -------------------------------------------- | --- |
| 1993 | Jintro Travels the Word in a Skirt                   | A Beatband       | 5                                   |                                              | |
| 1995 | Everyday I Wear a Greasy Black Feather on My Hat     | Moondog Jr.      | 17 bzw. 18                          |                                              | |
| 1997 | Music Inspired by Sunrise, ein Film von F. W. Murnau | Zita Swoon       | 24                                  | 64 Min.                                      | Soundtrack                                                                                              |
| 1998 | I Paint Pictures on a Wedding Dress                  | Zita Swoon       | 12                                  | 57 min.                                      | |
| 2000 | Plage Tattoo/Circumstances                           | Zita Swoon       | 15                                  |                                              | |
| 2001 | Life = A Sexy Sanctuary                              | Zita Swoon       | 10 (+ 8 in der erweiterten Version) | 41 Min. (75 Min. in der erweiterten Version) | erweiterte Version mit zweiter CD, 8 Remixe von The Banana Queen                                        |
| 2001 | Live at Jet Studio Brussels                          | Zita Swoon       | 7                                   | 32 Min.                                      | Livealbum                                                                                               |
| 2004 | A Song About a Girls                                 | Zita Swoon       | 12                                  | 50 Min.                                      | |
| 2005 | A Band in a Box                                      | Zita Swoon       | 17                                  |                                              | Livealbum mit DVD                                                                                       |
| 2007 | Big City                                             | Zita Swoon       | 12                                  | 50 Min.                                      | |
| 2008 | Big Blueville                                        | Zita Swoon       | 10                                  | 37 Min.                                      | |
| 2009 | To Play, to Dream, to Drift                          | Zita Swoon       | 29                                  |                                              | Best-of und Raritäten                                                                                   |
| 2011 | Dancing with the Sound Hobbyist                      | Zita Swoon Group | 11                                  |                                              | |
| 2012 | Wait for Me                                          | Zita Swoon Group | 12                                  | 59 min.                                      | Zusammenarbeit mit der Sängerin Awa Démé und dem Balafon-Spieler Mamadou Diabaté Kibié aus Burkina Faso |
| 2014 | New Old World                                        | Zita Swoon Group | 12                                  |                                              | |
| 2015 | Nothing That Is Everything                           | Zita Swoon Group | 10                                  |                                              | |